# Pterygophyllum acutifolium
Pterygophyllum acutifolium là một loài Rêu trong họ Hookeriaceae. Loài này được (Hook. & Grev.) Müll. Hal. mô tả khoa học đầu tiên năm 1841.